# 자승 (승려)
자승(慈乘, 1954년 4월 23일~2023년 11월 29일)은 대한불교조계종의 승려다. 본명은 이경식(李慶植)이며, 2009년부터 2017년까지 조계종 총무원장을 역임했다. 2023년 안성시 안성 칠장사 사찰의 화재로 인해 사망했다.